# Butterfly Kiss - Il bacio della farfalla
Butterfly Kiss - Il bacio della farfalla (Butterfly Kiss) è un film del 1995 diretto da Michael Winterbottom, al suo esordio alla regìa d'un lungometraggio.

## Trama
Eunice è una serial killer bisessuale che incontra Miriam, una ragazza ingenua, innocente e solitaria che, scappata da casa, diviene la sua amante e complice.

## Colonna sonora

### Tracce
- "Walkin' Back To Happiness" Helen Shapiro
- "I Will Survive" Gloria Gaynor
- "Ridiculous Thoughts" The Cranberries
- "You Won't Find Another Fool Like Me"  The New Seekers
- "Silly Games"  Janet Kay
- "Away" The Cranberries
- "Leavin' On Your Mind" Patsy Cline
- "Trouble"  Shampoo
- "There's More To Life Than This" Björk
- "I Don't Need" The Cranberries
- "Stay"  Shakespeare's Sister
- "Missed" PJ Harvey
- "Jewel" Marcella Detroit
- "World In Motion" New Order
- "No Need To Argue" The Cranberries

## Distribuzione
Il film è stato presentato in concorso al 45º Festival di Berlino nel 1995.